# CAU
|  | Per a altres significats, vegeu «cau». |

CAU: construcción, arquitectura, urbanismo va ser la revista del Col·legi Oficial d'Aparelladors i Arquitectes Tècnics de Catalunya i Balears. La seva primera edició es va realitzar al març de 1970 i va finalitzar al desembre de 1982; se'n van publicar un total de 82 números. Pretenia donar a conèixer aspectes de l'arquitectura i l'urbanisme del període final del franquisme.
Per aquesta revista hi van passar diversos professionals del periodisme i del disseny gràfic en un moment significatiu de la història del país. En total se'n van editar 82 números i tant la línia editorial com els continguts són un reflex del context polític i ideològic del moment en què es publicava. Els primers directors en van ser Jordi Sabartés i Francesc Sarrahima, i al consell de redacció hi havia, entre d'altres, l'escriptor Manuel Vázquez Montalbán, l'arquitecte Oriol Bohigas i el dissenyador gràfic Enric Satué, responsable de la imatge gràfica, i Josep Miquel Abad, Alexandre Cirici Pellicer, Albert Viaplana i el professor de comunicació audiovisual Romà Gubern, n'eren alguns dels col·laboradors habituals. En una segona etapa, que es va iniciar l'any 1974 i durant la qual va estar presidida per Jaume Rosell i Colomina, l'equip de redacció va estar format per Luis Fernández-Galiano, Ignacio Paricio, Antoni Lucchetti i Farré i Marià Pere Lizàndara.
La revista ha sigut considerada un referent periodístic i de la història del disseny gràfic del segle xx.